# Bhat
Bhat (''hindi: भट) (även stavat Bhaat eller Bhāt) är en allmän benämning för sångare, krönikörer och historieberättare i Indien. Mer specifikt har det i Rajasthan funnits en samhällsgrupp med låg status som fungerat som underhållare och krönikörer på uppdrag av den lokala eliten.
Bhat sammanblandas ofta med Bhatt (hindi: भट्ट) som både uttalas, stavas och transkriberas på nästan samma sätt och som syftar på en lärd brahmin. Härlett från detta finns en rad indiska efternamn, som oftast bärs av brahminer: Bhat, Butt, Batta m.fl.